# طسينة
طَسِيْنَة (الاسم العلمي: Cryptoblabes)، جنس حشرات عثية صغيرة من فصيلة الناريات.